# きりざい
きりざい（切り菜）は、新潟県の郷土料理。中越地方で主に食されている。

## 概要
肉や魚があまり食べられなかった時代に、たんぱく質の豊富な納豆をできるだけ大事に食べるために、野菜や漬物を細かくきざんで入れ、量を増やして食べていた。南魚沼市によれば、戦国時代の文献にも記述が残る伝統料理であり、家々で材料や味に違いがある。
南魚沼市では、野沢菜漬けやたくあんなどの漬物を細かく刻み納豆で和えたものであるが、それ以外に、ニンジン、ゴマ、昆布、鮭など使う具材は様々であり、加えるものは家庭ごとに特徴がある。
具材の入れ方など家庭ごとにこだわりや工夫があり、パスタの具にしたり、フライで揚げたりと調理の幅も広い。
漬物の残りを無駄なくおいしく食べるための台所の知恵が発祥で、冬場に余った漬物を使い作るものだった。野菜や漬物を混ぜることで、納豆独特の粘りやにおいがやわらぎ、栄養バランスも優れている。独特の食感がある。

## 作り方
出典によって作り方が違うため、ここでは複数の作り方を列記する。
- ナスやキュウリ、ミョウガなどを刻んで調味料を入れ、味をなじませる（十日町市[10]）。
- 納豆を包丁で叩き、他の具材と混ざりやすくする。たくあんを5ミリメートル程度の正方形にし、野沢菜は茎と葉の部分を分けて刻んで食感を揃える（南魚沼市[6]）。

## 地域おこしとして
2009年に放送されたNHKの大河ドラマ『天地人』がきっかけとなり、ドラマ終了後の観光振興の素材として町おこしを進める市民グループがきりざいに目を付けた。
2011年に、南魚沼市の若者達が郷土料理の「きりざい」を地域おこしにつなげようと有志団体「南魚沼きりざいDE愛隊」を発足。魚沼コシヒカリのご飯にきりざいを乗せた「きりざい丼」でB-1グランプリへの参加などを通して市の魅力を発信している。